# HELICOPTER (CLC歌曲)
《HELICOPTER》是由韓國女子團體CLC錄製的一首歌曲。這首歌由Cube娛樂發行，並由Kakao M於2020年9月2日發行。同日也推出了英文版本的歌曲。這是CLC作為七人團體的最後一首歌曲，因為在2020年至2021年間有成員離開Cube娛樂，並於2022年6月開始進入休團狀態。
這首歌由153/Joombas Music Group的Hyuk Shin製作，他曾為贾斯汀·比伯和EXO等藝人製作專輯；Melanie Joy Fontana，她曾為f(x)、防彈少年團、TWICE和杜娃·黎波等藝人共同創作歌曲；Michel "Lindgren" Schulz；以及同樣來自153/Joombas的Jisoo Park。歌曲由Jo Yoon-kyung、CLC的張睿恩和BreadBeat共同創作，英文版本則由Melanie Joy Fontana參與創作。這首歌被描述為“CLC的故事”以及他們的“自傳式時代”。
《Helicopter》被形容為一首以“對未來的好奇”為核心主題的歌曲。它隱喻了CLC以自信重新起飛，準備迎接任何可能遇到的挑戰。在這首歌中，CLC表達了他們在音樂產業中經歷的考驗與磨難，以及他們對成功的決心。這首歌是一首融合了Trap Pop和EDM風格的強力舞曲，副歌部分完全以英文呈現，非常具有中毒性。歌曲的音樂錄影帶由BIBBIDI BOBBIDI BOO的張在赫（Jang Jaehyeok）和李京順（Lee Kyeongsoon）執導，並在歌曲發行時同步上傳至CLC的官方YouTube頻道。
在商業表現上，這首歌首次登上全球iTunes歌曲排行榜第4名。它還在Billboard美國世界數位歌曲榜上達到第6名，並在Billboard K-pop熱門100榜上排名第87位。2020年11月6日，歌曲的中文版本歌詞影片在CLC的哔哩哔哩帳號上發布。

## 背景與發行
2020年8月13日，有消息指出CLC將在9月初回歸，這是她們繼2019年9月發行的〈Devil〉後，睽違近一年的新作品。同時，也透露這首歌的MV已經拍攝完成。
到了8月26日，CLC在綜藝節目《一周偶像》中搶先公開部分〈Helicopter〉的舞台表演，讓粉絲提前感受到這首歌的氛圍與概念。

## 商業表現
9月4日，據報導〈Helicopter〉登上iTunes熱門歌曲榜（iTunes Top Songs Chart）全球10個地區的冠軍，包括紐西蘭、蒙古、巴林、玻利維亞、巴西、沙烏地阿拉伯、斯洛維尼亞、愛沙尼亞、智利和柬埔寨，並在全球榜單上拿下第四名。六天後，這首歌也在香港拿下冠軍，使CLC累積共11個地區的iTunes冠軍。
9月10日，據報導〈Helicopter〉的首週專輯銷量達到12,834張，遠超過CLC過去的首週最高紀錄——2019年1月發行的迷你專輯《No.1》，當時的首週銷量為3,574張，等於這次銷量成長了3.5倍。
這首歌雖然未能進入Gaon數位排行榜（Gaon Digital Chart），但在2020年第36週（截至9月5日）登上Gaon下載排行榜（Gaon Download Chart）第116名。
此外，〈Helicopter〉在全球iTunes歌曲榜（Worldwide iTunes Song Chart）排名第四，與當時的熱門單曲防彈少年團〈Dynamite〉、威肯〈Blinding Lights〉、卡迪·B〈WAP〉、BLACKPINK〈Ice Cream〉並列。
在美國市場方面，這首歌於9月12日當週登上Billboard World Digital Song Sales第六名，成為CLC第六首進入該榜單前十名的單曲，也是她們在2020年繼〈Me〉與〈Devil〉後第三首進入前十的歌曲。
此外，這首歌也在Billboard韓國K-pop Hot 100排行榜（Billboard K-pop Hot 100）於9月26日當週拿下第87名，成為CLC首度進入該榜單的作品。

## 歌曲與歌詞
歌曲以F小調創作，每分鐘155拍，時長3分45秒。是一首Trappop和EDM Powerhouse類型的歌曲，帶有令人上癮的旋律。歌詞以好奇心和冒險為主題，告訴聽眾乘坐隱喻的直升機“比以前飛得更高”。

## 音樂錄影帶
〈Helicopter〉的MV於2020年9月2日韓國時間下午6點上架至CLC官方YouTube頻道，並於9月4日同步上傳至1theK頻道。MV上線後僅36小時就突破1000萬次觀看，刷新CLC最快破千萬點閱的紀錄，四天內更突破2000萬次觀看。
9月4日，官方釋出舞蹈練習影片。9月7日，CLC發布了英文版歌詞影片，緊接著在9月19日於YouTube公開英文版MV。此外，11月6日，她們在中國的哔哩哔哩官方帳號上傳了中文版歌詞影片。

### 劇情簡介
MV以發明為主題，融入多項藝術與科學史上的突破。整體概念圍繞著達文西的空氣螺旋（aerial screw），而非傳統的直升機形象。CLC選擇更具藝術象徵性的方式來表達歌曲的核心精神，透過達文西的劃時代構想傳遞她們的訊息。達文西的空氣螺旋最初因不被理解而飽受批評與質疑，但後來卻成為現代直升機的靈感來源。這與CLC的音樂旅程相似，儘管歷經挑戰，她們依然對未來懷抱希望，努力追逐成功。因此，在MV中，成員們在一座巨大的空氣螺旋裝置前跳舞，象徵她們不斷向上的決心。此外，成員崔有真站在一對類似達文西扑翼机的翅膀前，進一步強調發明與探索未知的主題。MV背景中還能看到列奥纳多·达·芬奇的《维特鲁威人》與米开朗基罗的《創造亞當》，象徵人類對知識與創新的無限好奇心。許多個人與團體畫面皆搭配明亮的LED燈光，與歌詞中的天空與星辰意象相互呼應，營造出夢想啟航的氛圍。成員們則身穿軍綠色軍裝風格服飾與黑色西裝裙，展現堅毅自信的氣勢，傳遞突破困境、勇往直前的訊息。值得一提的是，CLC成員張睿恩在2020年7月曾向Cube娛樂提交MV視覺概念的簡報，親自參與了MV的創意發想，展現她對這次回歸的高度投入。

## 曲目
| 數位下載/CD | 數位下載/CD                | 數位下載/CD                                                    | 數位下載/CD                                                                                   | 數位下載/CD              | 數位下載/CD |
| 曲序        | 曲目                       |                                                                | 作曲                                                                                          | Arrangement              | 时长        |
| ----------- | -------------------------- | -------------------------------------------------------------- | --------------------------------------------------------------------------------------------- | ------------------------ | ----------- |
| 1.          | Helicopter                 | Jo Yun-kyung Jang Ye-eun BreadBeat (TENTEN)                    | Hyuk Shin (153/Joombas) Melanie Joy Fontana Michel “Lindgren” Schulz Jisoo Park (153/Joombas) | Michel “Lindgren” Schulz | 3:43        |
| 2.          | Helicopter（English Ver.） | Jo Yun-kyung Jang Yeeun BreadBeat (TENTEN) Melanie Joy Fontana | Hyuk Shin (153/Joombas) Melanie Joy Fontana Michel “Lindgren” Schulz Jisoo Park (153/Joombas) | Michel “Lindgren” Schulz | 3:45        |
| 总时长：    | 总时长：                   | 总时长：                                                       | 总时长：                                                                                      | 总时长：                 | 7:28        |

## 音源榜
| Chart (2020)                       | 最高 排名 |
| ---------------------------------- | --------- |
| US World Digital Songs (Billboard) | 6         |
| K-pop Hot 100 (Billboard Korea)    | 87        |
| South Korea (Gaon Download)        | 116       |